# Martin & Orloff
Martin & Orloff é um filme lançado em 2002 escrito e estrelado por Matt Walsh e Ian Roberts (Walsh & Roberts são mais conhecidos como metade da trupe de comédia do Upright Citizens Brigade), juntamente com a esposa de Ian, Katie Roberts. O filme foi produzido e dirigido por Lawrence Blume e apresenta um elenco de comediantes alternativos, incluindo H. Jon Benjamin, David Cross, Andy Richter, Matt Besser, Amy Poehler, Tina Fey, Janeane Garofalo e Rachel Dratch. Bem como a actriz Kim Raver como a namorada de Orloff.
Martin e Orloff está disponível em DVD através da Anchor Bay Entertainment e fez sua estreia na televisão no Comedy Central (Verão de 2006).
O filme já venceu inúmeros prémios.